# Mannsdorf an der Donau
Mannsdorf an der Donau är en ort och kommun  i Österrike. Den ligger i distriktet Gänserndorf i förbundslandet Niederösterreich, 23 km öster om huvudstaden Wien. 